# 南西部地域 (西オーストラリア州)

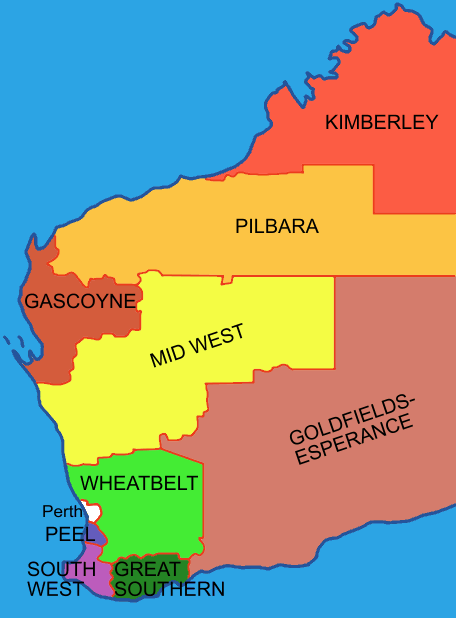
南西端の紫色の部分が南西部地域

南西部地域(South West region)はオーストラリア・西オーストラリア州を9つに分けた地域区分のうちの1つ。同州の南西端に位置することにちなむ。西と南をインド洋に面し、北にピール地域と、北東部でウィートベルト地域と、東にグレート・サザン地域とそれぞれ接する。面積は23,970 km²、人口約17万人。最大の都市はバンバリー。

## 気候
南西部地域は地中海性気候(Cs)に属し、夏は乾燥する。冬は降水量が多くなり、900mmほどの年平均降水量のほとんどが5月から9月にかけての冬の季節に集中する。最高気温は、7月に平均16℃、2月には平均29℃まで上昇する。

## 経済
南西部地域の経済活動は多種多様である。ボーキサイト/アルミナの世界的な大産地であり、またワイン用のブドウをはじめとした農業や林業も盛んである。観光産業においては、パース市民の手近な行楽先として、州内で最も一般的である。

## 地方行政区分
南西部地域は、下記の地方自治体によって構成される。
- オーガスタ＝マーガレットリバー
- ボイヤップブルック
- ブリッジタウン＝グリーンブッシュズ
- バンバリー
- バッセルトン
- ケイプル
- コーリー
- ダーダナップ
- ドニブルック＝バリンガップ
- ハーヴェイ
- マンジマップ
- ナナップ